# Tetamauara
Tetamauara is een kevergeslacht uit de familie van de boktorren (Cerambycidae). De wetenschappelijke naam van het geslacht werd voor het eerst geldig gepubliceerd in 1991 door Martins & Galileo.

## Soorten
Tetamauara omvat de volgende soorten:
- Tetamauara eximia (Bates, 1885)
- Tetamauara retifera (Waterhouse, 1880)
- Tetamauara unicolor (Bates, 1885)